# Gustave de Molinari
Gustave de Molinari (3. března, 1819 – 28. ledna, 1912) byl belgický ekonom spojovaný s francouzskými klasickými liberálními ekonomy jako Frédéric Bastiat a Hippolyte Castille. Během svého pobytu v Paříži se účastnil hnutí za svobodný obchod "Ligue pour la Liberté des Échanges" (Free Trade League), vedeného Frédéricem Bastiatem. Na svojí smrtelné posteli v roce 1850, Bastiat popsal Molinariho jako svého ideového nástupce. V roce 1849, krátce po revoluci v roce 1848 , Molinari vydal své dvě práce - esej Trh a poskytovnání bezpečnosti, a knihu, Les Soirées de la Rue Saint-Lazare, které popisují, jak by tržní ekonomie mohla nahradit státem řízené aktivity.
V roce 1850 Molinari utekl do Belgie před nástupem Napoleona III. Vrátil se do Paříže v šedesátých letech, aby pracoval na vlivných novinách, Le Journal des Debats, které editoval od 1871 do 1876. Dále Molinari editoval Journal des Économistes, publikaci Francouzské společnosti politické ekonomie (1881 - 1909). V jeho knize "Společnost zítřka", navrhoval federální systém kolektivní ochrany a znovu zdůraznil svojí podporu pro soukromé bezpečnostní agentury.
Molinariho hrob se nachází na hřbitově Père Lachaise v Paříži.
Jedním z jeho obdivovatelů se stal i ve standardní ekonomii dobře známý Vilfredo Pareto.

## Politická filosofie
Někteří anarchokapitalisti považují Molinariho za zakladatele této ideologie. V úvodu k anglickému překladu z roku 1977 nazval Murray Rothbard knihu Trh a poskytování bezpečnosti "první prezentaci anarchokapitalismu v dějinách lidstva" ačkoli připustil, že "Molinari nepoužil termín anarchokapitalismus a pravděpodobně by se ho zalekl."
| „                         | V Belgii narozený Gustave de Molinari byl „nejextrémnějším“ a nejkonzistentnějším, jakožto nejdéle žijícím a nejplodjším francouzským ekonomem laissez-faire. | “ |
| — Murray Rothbard, ekonom | |   |

| „                                           | „Trh a poskytování bezpečnosti“ je pravděpodobně největší příspěvek do moderní teorie anarchokapitalismu. | “ |
| — Hans-Hermann Hoppe, ekonom Rakouské školy | |   |

## Dílo
- Gustave de Molinari Trh a poskytování bezpečnosti